# Bergepanzer Büffel
El Bergepanzer Büffel es un vehículo de ingenieros, desarrollado para servir y realizar labores diversas de mantenimiento del tanque principal Leopard 2 en servicio de Alemania inicialmente, y luego en otros países a los que se vendiera dicho blindado, y en otros casos como conjunto de ensamblaje por piezas para el montaje de vehículos de ingenieros con base en el chasis de otros tanques de similares prestaciones, desarrollado desde 1977 y en servicio desde el año 1980.

## Historia
Con la introducción del Leopard 2, se produjo también la necesidad de modernizar los componentes del salvamento de las unidades de tanques disponibles en el Bundeswehr. Este desarrollo fue necesario debido a los nuevos requisitos presentados por un nuevo y más eficaz vehículo de recuperación, que pudiese operarse con los pesos más elevados de los carros Leopard 2 y que pudiese sustituir a los otros vehículos Bergepanzer 1 y Bergepanzer 2, a los que el Leopard 2 les impone el llegar a sus límites de funcionamiento.
Posteriormente desarrollado por la firma de defensa MaK (y desde 1992 Rheinmetall Land Systems), el mismo año se exhibiría el vehículo de recuperación blindado "Büffel 3", basado en el chasis del Leopard 2, y con el objetivo de utilizar mayoritariamente los componentes motores y del casco del vehículo de base tanto como fuera posible, para así simplificar la logística de combate en caso de un conflicto.
Entre los años 1981 a 1997 el desarrollo del programa se encomendó para ser hecho ahora como un conjunto de instalación, principalmente ante lo requerido por firmas que no querían tener que empezar de ceros en el desarrollo de un blindado de recuperación/ingenieros, tales como la Nexter, o la Hyundai Rotem, que simplemente adaptaron los equipos de obras y de reparación del "Bergepanzer Büffel" a los cascos de los tanques Leclerc y K1A1, eso si; ya hechos bajo licencia localmente los últimos.
Entre los años 1992 a 1997 su producción llegó a otros 75 vehículos adicionales para el Bundeswehr, siendo para ello nuevamente contratadas las firmas Rheinmetall (como contratista principal), y la Krauss-Maffei Wegmann, que surgió de nuevo al ser uno de los contratistas generales que anteriormente habían construido algunas unidades del Leopard 2, la cual fue la plataforma usada pero con algunas modificaciones de nivel considerable. Otros 25 vehículos de la variante Bergingtank Buffalo 600kN fueron fabricados para el ejército holandés en otro contrato.

## Características
Para satisfacer los requisitos solicitados, el vehículo tiene una grúa giratoria con un traverso de 270°, la que está conectada al chasis mediante un conector situado en la parte delantera derecha del casco modificado del Leopard 2. La necesidad de salvar el cabrestante principal y auxiliar de un ataque hacen que éstos sean almacenados en un habitáculo situado en los costados del casco, los que encuentran sitio en el cuerpo blindado, que es también el espacio de batalla para la tripulación, una excelente forma de protección.
Una característica que distingue al vehículo del Bergepanzer 2 es la caja de cambios, de rápido restablecimiento en marcha. Cuenta para su uso en obras ligeras con una pala de tipo tijera, que se remolca y está de forma fija en montajes de muelles en la placa de brochado frontal y así mismo con sus soportes, los cuales pueden ser operados desde la protección del blindaje del casco.
La grúa de arrastre está situada en la parte posterior, con sus piezas de cargue a los lados del casco en piezas individuales. Otra peculiaridad de los Büffel es que se puede, en el auge de accionamiento eléctrico, cavando su propio motor y reemplazarlo con un motor de repuesto. El equipo incluye, además, una máquina de soldadura eléctrica y varias herramientas que permiten pequeñas reparaciones en el sitio.

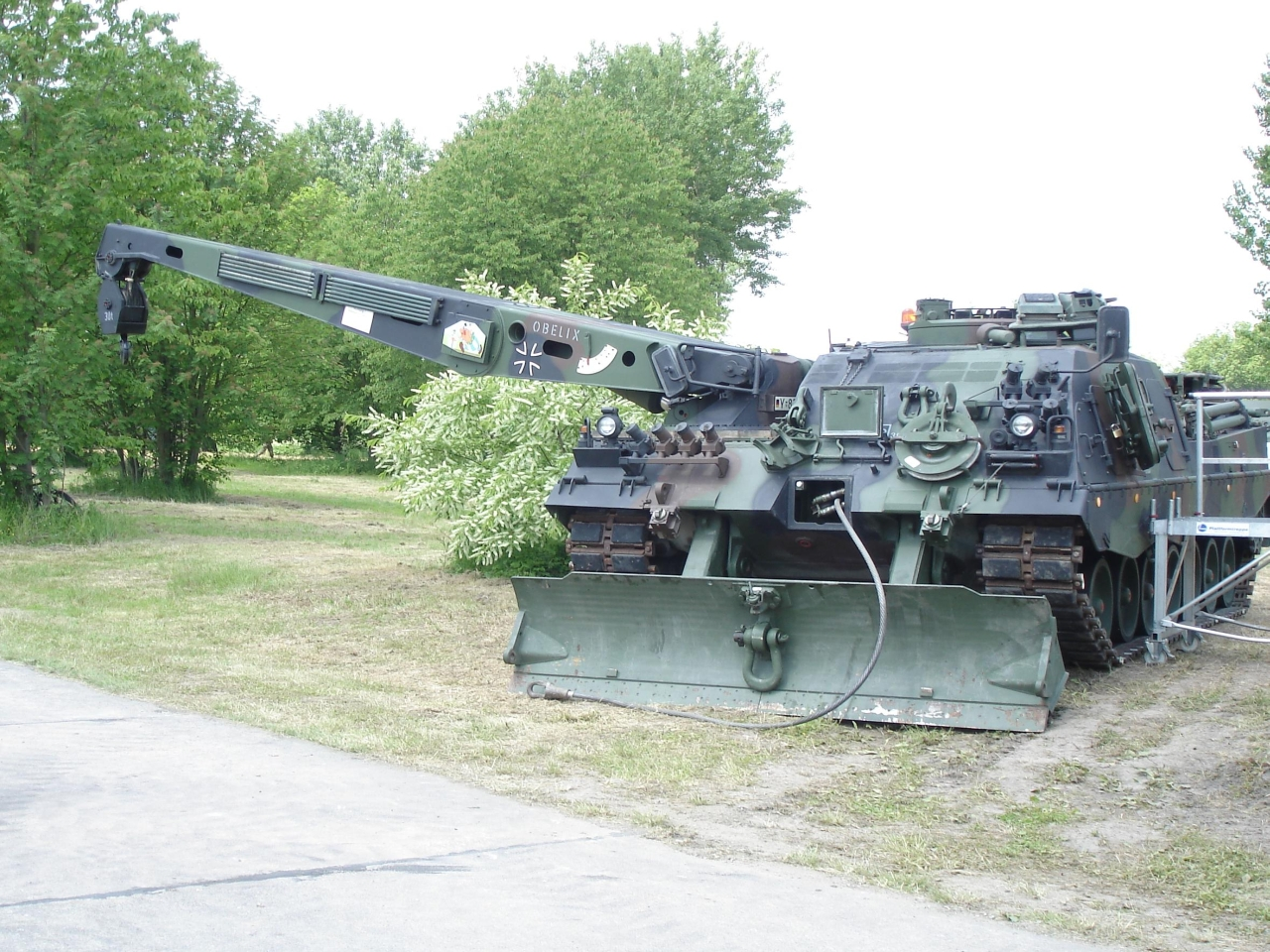
Toma frontal de un Büffel, al servicio en el Bundeswehr.

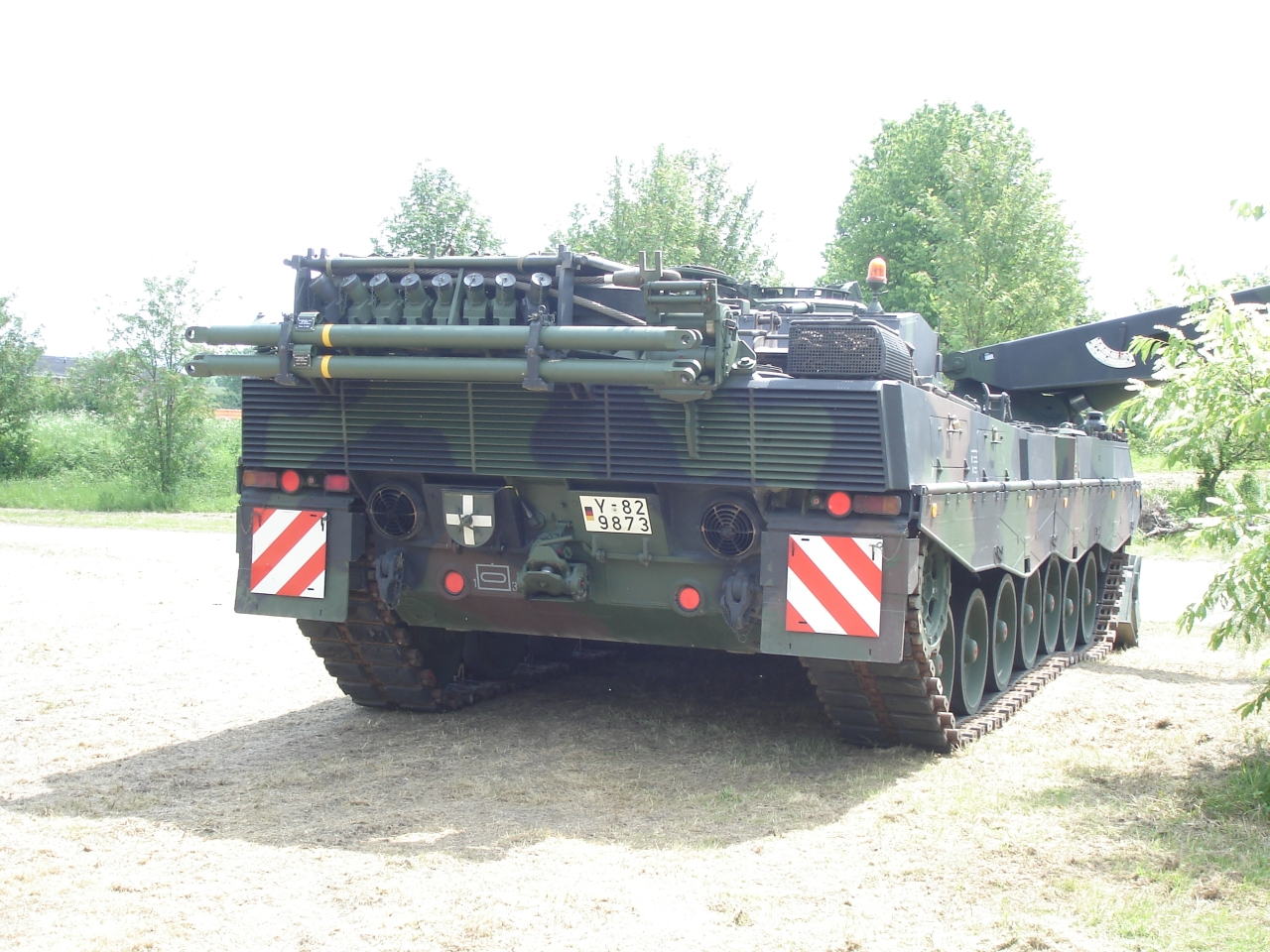
Toma trasera de un Büffel
al servicio en el Bundeswehr
en donde se aprecia los afustes de montura de la pala trasera

| Tracción del cabrestante principal (en toneladas y kN)     | Grúa de capacidad de tiro de hasta 35 toneladas (350 kN) constantes, 70 toneladas (700 kN) utilizando la desviación de la grúa, y con la segunda polea hasta 105 toneladas (1050 kN) |
| Poleas                                                     | 280 m de diámetro de 7 mm 180 m con un diámetro de 33 mm |
| Fuerza de tracción del cabrestante auxiliar (en kN)        | 6,5 kN |
| Capacidad de elevación de peso de la grúa principal (en t) | 30 t |
| Ángulo de traverso máximo de la grúa (en grados)           | 270° |
| Fuerza de tracción máxima en el gancho (en kN)             | 295 kN |

## Equipos
La disposición de los equipos de tiro y de construcción en el Bergepanzer 3 son muy diferentes tanto al de sus predecesores como al de otros blindados similares, ya que se han desplegado de tal forma que algunos van ocultos a simple vista (la grúa de cargue), y otros si van portados dentro de su accionar, a simple vista (la pala y la grúa de tiro).

### Sistemas de visión
En el año 2012, los vehículos blindados de recuperación usados para el despliegue en las misiones dentro de la misiones en Afganistán llevadas a cabo por el destacamento de la Bundeswehr de dicho contingente fueron equipados con el equipo de visión para el conductor "Spectus" (un dispositivo con un sistema de visión espectral de campos y objetivos "ilimitados") fabricados por la firma Carl Zeiss Optronics. Dicho dispositivo se puede utilizar como sistema de avance o retroceso, ya que la vista de la cámara permite que el conductor obtenga una cámara de tipo tanto térmico como normal, y el intensificador de imagen paralela le da una visibilidad mejor a la cámara, eso si; bajo la protección del blindaje completo con el que se encuentra cubierta para no sufrir de daños por esquirlas u ondas de choque procedentes de explosiones cercanas.

### Motorización
La potencia necesaria se transfiere al blindado de recuperación mediante la transmisión "HSWL-304", de la firma Renk AG, y se genera a partir de un motor diésel de doce cilindros, fabricado por la firma MTU, de la referencia "MTU 873-Ka 501", empaquetados en el sistema de motorización del mismo nombre.

### Armamento
El armamento lo componen dos ametralladoras MG3, de calibre 7,62; sumado a dos conjuntos de diez tubos lanzagranadas, de calibre 81 mm activados eléctricamente desde el habitáculo de operación.

## Variantes
ARV 120
Variante en uso por Suecia y Holanda, versión inicial del Bergepanzer Büffel 3.
Bergepanzer Büffel (Bpz 3)
Variante en uso por la mayoría de países que han adquirido el tanque Leopard 2.
Leclerc AZUR/DNC/DGL
Variante de producción francesa, hecha entre GIAT y Rheinmetall Land Systems, se designa localmente como Leclerc AZUR/Char Dépannage DNG/DCL.
K1 ARV
Variante de producción surcoreana, resultado de la cooperación entre Rheinmetall Land Systems y Hyundai Rotem.

## Usuarios
Bergepanzer Büffel

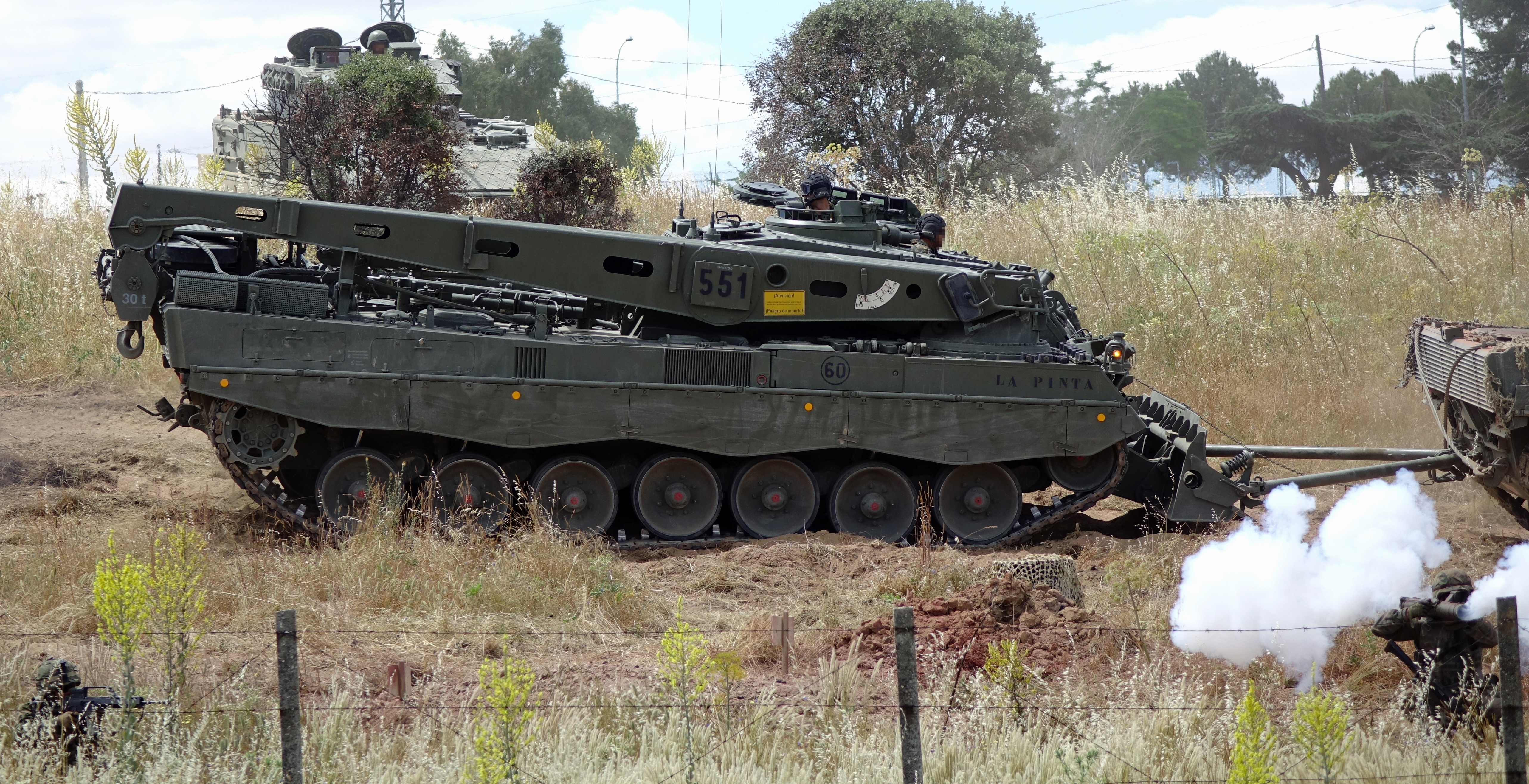
Búfalo (Büffel) español recuperando un Leopardo 2E con inutilización simulada de su barcaza, bajo la cobertura de un Pizarro y su pelotón de fusileros

Los listados aquí han comprado algunas unidades del citado vehículo, tras haber comprado el tanque Leopard 2; o alguna de sus variantes más sofisticadas:
- Alemania - 75 Unidades[11]
- Austria - ---
- Canadá - ---
- Chile - ---
- Países Bajos - 25 Unidades[12]
- España - 23 Unidades[13]
- Grecia - ---
- Singapur - ---
- Suecia - 14 Unidades, designación local "Bgbv 120".[14]
- Suiza - 25 Unidades[15][16]

Leclerc AZUR
Los listados aquí han comprado algunas unidades del citado vehículo, tras haber comprado el AMX-56 Leclerc; o alguna de sus variantes más sofisticadas:
- Francia - 22 Unidades, designación local Leclerc AZUR/Char Dépannage DNG/DCL, hechos en el casco de un Leclerc[19]
- Emiratos Árabes Unidos - 46 Unidades, usan la misma designación francesa como Leclerc AZUR/Char Dépannage DNG/DCL, hechos en el casco de un Leclerc[20]

K1 ARV
- Corea del Sur - 150 Unidades, designación local K1 ARV, hechos en el casco de un K1A1[21]

### Desarrollos relacionados
- Leopard 1

- Bergepanzer 2

- Leopard 2

- Pionierpanzer 3

### Artículos similares
- Nakpadon
- Nagmashot
- Nemera
- M88 ARV
- BREM-84 Atlet
- BREM
- BREM-1
- BREM-80UD
- WZT-1
- WZT-2
- WZT-3
- WZT-4
- VIU-55 Munja

### Listas relacionadas
- Anexo:Materiales del Ejército de Tierra de España